# Giải Khí cầu đốt lửa vàng
Giải Khí cầu đốt lửa vàng (tiếng Pháp: Montgolfière d'Or) là giải thưởng cao nhất của Liên hoan phim ba châu lục dành cho một phim được bầu chọn là hay nhất.
Dưới đây là danh sách các phim đoạt giải:

## Phim truyện
| Năm  | Phim                                         | Đạo diễn               | Nước                |
| ---- | -------------------------------------------- | ---------------------- | ------------------- |
| 1979 | Baara                                        | Souleymane Cissé       | Bản mẫu:Mali        |
| 1980 | Chafika et Metwalli                          | Ali Badrakhane         | Bản mẫu:Ai Cập      |
| 1981 | đồng hạng Eles Não Usam Black-tie            | Leon Hirszman          | Brasil              |
| 1981 | đồng hạng Plae khao                          | Cherd Songsri          | Thái Lan            |
| 1982 | lmagi Ningthem                               | Aribam Syam Sharma     | Ấn Độ               |
| 1983 | Angela Markado                               | Lino Brocka            | Philippines         |
| 1984 | đồng hạng Les Baliseurs du désert            | Nacer Khémir           | Bản mẫu:Tunisia     |
| 1984 | đồng hạng Les Garçons de Fengkuei            | Hou Hsiao-hsien        | Bản mẫu:Đài Loan    |
| 1985 | đồng hạng Dawandeh                           | Amir Naderi            | Bản mẫu:Iran        |
| 1985 | đồng hạng Un été chez grand-père             | Hou Hsiao-hsien        | Bản mẫu:Đài Loan    |
| 1986 | Dans les montagnes sauvages                  | Yan Xueshu             | Bản mẫu:Trung quốc  |
| 1987 | L'hôtel "Mère Patrie                         | Ömer Kavur             | Bản mẫu:Thổ Nhĩ Kỳ  |
| 1988 | Rouge                                        | Stanley Kwan           | Bản mẫu:Hong Kong   |
| 1989 | Ab, bad, khak                                | Amir Naderi            | Bản mẫu:Iran        |
| 1990 | Untamagiru                                   | Go Takamine            | Nhật Bản            |
| 1991 | Cinq Filles et une corde                     | Yeh Hung-wei           | Bản mẫu:Đài Loan    |
| 1992 | Un matin couleur de sang                     | Li Shaohong            | Bản mẫu:Trung quốc  |
| 1993 | Pour le plaisir                              | Ning Ying              | Bản mẫu:Trung quốc  |
| 1994 | Deux Crimes                                  | Roberto Sneider        | Mexico              |
| 1995 | Sans expéditeur                              | Carlos Carrera         | Mexico              |
| 1996 | Une histoire vraie                           | Abolfazl Jalili        | Bản mẫu:Iran        |
| 1997 | Made in Hong Kong                            | Fruit Chan             | Bản mẫu:Hong Kong   |
| 1998 | đồng hạng Xiao Wu, artisan pickpocket        | Jia Zhangke            | Bản mẫu:Trung quốc  |
| 1998 | đồng hạng Après la vie                       | Hirokazu Kore-Eda      | Nhật Bản            |
| 1999 | Luna Papa                                    | Bakhtiar Khudojnazarov | Bản mẫu:Tadjikistan |
| 2000 | Platform                                     | Jia Zhangke            | Bản mẫu:Trung quốc  |
| 2001 | Delbaran                                     | Abolfazl Jalili        | Bản mẫu:Iran        |
| 2002 | Mon frère sur la route de la soie            | Marat Sarulu           | Bản mẫu:Kyrgyzstan  |
| 2003 | Sept jours, sept nuits                       | Joel Cano              | Bản mẫu:Cuba        |
| 2004 | Jour et nuit                                 | Wang Chao              | Trung Quốc          |
| 2005 | La Chute de l'ange                           | Semih Kaplanoğlu       | Bản mẫu:Thổ Nhĩ Kỳ  |
| 2006 | Quelques kilos de dattes pour un enterrement | Saman Salour           | Bản mẫu:Iran        |
| 2007 | Crime and punishement                        | Zao Liang              | Bản mẫu:Trung quốc  |
| 2008 | Parque Via                                   | Enrique Rivero         | Mexico              |

## Phim tài liệu
| Năm  | Phim                       | Đạo diễn      | Nước               |
| ---- | -------------------------- | ------------- | ------------------ |
| 2003 | A l'ouest des rails        | Wang Bing     | Bản mẫu:Trung quốc |
| 2004 | Final solution             | Rakesh Sharma | Ấn Độ              |
| 2005 | Le Fromage et les vers     | Kato Haruyo   | Nhật Bản           |
| 2006 | đồng hạng La Boîte jaune   | Ting-fu Huang | Bản mẫu:Đài Loan   |
| 2006 | đồng hạng Actes des hommes | Kiko Goifman  | Brasil             |